# 8758 Perdix
8758 Perdix è un asteroide della fascia principale. Scoperto nel 1960, presenta un'orbita caratterizzata da un semiasse maggiore pari a 3,2118223 UA e da un'eccentricità di 0,1167739, inclinata di 5,47082° rispetto all'eclittica.